# Rui Vieira
Rui Manuel da Silva Vieira (ur. 29 marca 1926 w Funchal, zm. 29 sierpnia 2009 tamże) – portugalski polityk, inżynier i agronom związany z Maderą, poseł do Zgromadzenia Republiki, eurodeputowany IV kadencji, od 1992 do 1998 przewodniczący Centrum Demokratycznego i Społecznego – Partii Ludowej (CDS/PP).

## Życiorys
Kształcił się początkowo w rodzinnej miejscowości, w 1951 ukończył studia z zakresu inżynierii rolniczej w wyższym instytucie rolniczym w ramach Universidade Técnica de Lisboa. Pracował w administracji rolnej w Junta Geral w dystrykcie autonomicznym Funchal, zajmował się także działalnością dydaktyczną. Był inicjatorem utworzenia ogrodu botanicznego Jardim Botânico da Madeira i od 1960 jego pierwszym dyrektorem. W latach 1965–1969 zasiadał w Zgromadzeniu Republiki, od 1971 do 1974 stał na czele organu administracyjnego Junta Geral. Później był m.in. dyrektorem regionalnej administracji rolnej, zaś od 1980 do 1989 pełnił funkcję dyrektora regionalnego planowania w rządzie Madery. Kierował także regionalnym związkiem piłkarskim. Od października 1995 do stycznia 1997 z ramienia CDS/PP sprawował mandat eurodeputowanego IV kadencji.
Odznaczony Orderem Infanta Henryka V klasy (1964).